# Megàpode de Freycinet
El megàpode de Freycinet (Megapodius freycinet) és una espècie d'ocell de la família dels megapòdids (Megapodiidae) que viu al sotabosc, boscos empantanegats i manglars de les illes de Morotai, Halmahera, Ternate i Obi, a les Moluques, i Waigeo, Batanta i Misool, a les Raja Ampat.

## Taxonomia
S'han descrit unes 5 subespècies:
- M. f. quoyii, Gray, GR, 1862, de les Moluques septentrionals.
- M. f. freycinet, Gaimard, 1823, de Gebe, Waigeo, Misool i petites illes properes.
- M. f. oustaleti, Roselaar, 1994, de Batanta, Salawati i petites illes properes.
- M. f. forsteni, Gray, GR, 1847, de Seram i illes properes.
- M. f. buruensis, Stresemann, 1914, de Buru.

Les dues darreres subespècies han estat considerades una espècie diferent, el megàpode de Forsten (Megapodius forsteni).